# Idea linteata
Idea linteata är en fjärilsart som beskrevs av Butler 1879. Idea linteata ingår i släktet Idea och familjen praktfjärilar. Inga underarter finns listade.